# Adria
Adria je mesto v severni Italiji. Stoji v Padski nižini, severno od delte Pada. Po mestu je imenovano Jadransko morje. Bilo je že prazgodovinsko naselje v delti Pada v 5. stoletju pr. n. št. Bilo je pomembno trgovsko središče Etruščanov in Grkov z barbarskimi skupnostmi v zaledju severnega dela Jadranskega morja. Nekdanje pristanišče na obali je nastalo na razvalinah etruščanskega mesta Hadria, zdaj pa je zaradi širjenja delte Pada v morje oddaljeno 22 km od morja.